# 中佑
中佑（1795年—1852年），譜名中祐，字允孚，號蔭亭，輝發薩克達氏，內務府正黃旗第三包衣滿洲佐領下人。清朝政治人物。

## 生平
議敘候補筆帖式出身。
道光元年（1821年），補授內務府堂筆帖式。十三年（1833年），升授內務府堂主事。十四年（1834年），升授會計司員外郎。十五年（1835年），加捐知府，籤分福建省。十六年（1836年）五月，抵達福建。十七年（1837年）九月，署理福寧府知府。十九年（1839年）九月，卸署；十月，題補邵武府知府，隨即奉委赴臺灣出差。
二十年（1840年）三月，返回福建；四月，赴任邵武府知府。二十一年（1841年）正月，奉派護送琉球國貢使進京；七月返回福建，旋即因鴉片戰爭受委任赴泉州大營辦理糧臺事務；十月返回邵武府任。二十七年（1847年）八月，俸滿。二十八年（1848年）八月，卸任，奉委攜帶餉銀進京；十二月十七日，吏部引見後道光帝命仍回原任。二十九年（1849年）六月，返抵福建邵武府。三十年（1850年）十月二十二日，調補泉州府知府。當年大計獲得保薦。
咸豐元年（1851年）正月，奉敕赴任；三月二十日，到任泉州；九月，舉卓異，給咨文赴部引見；九月十三日，兼護理興泉永道印務，十一月二十七日卸任護理；十二月二十六日卸任泉州府知府。二年（1852年），護理建寧府知府；五月二十七日，卒，年五十八歲，歸葬北京。有加四級紀錄七次。

## 家庭及關聯
- 父：長齡，官至莊敬和碩公主府四品長史。
- 長兄：中祥，官至熱河總管、粵海關監督、奉宸苑卿。
- 次兄：中福，官至江寧織造、驍騎參領、圓明園郎中。
- 侄：誠明，官至總管內務府大臣。
- 長子：誠存，官兩淮鹽大使。
- 次子：誠培，官至新疆伊犁理事同知。
- 三子：誠懋，官清漪園苑副、直隸候補縣丞。
- 四子：誠恩，繙譯生員候補筆帖式。